# Čudo (2017.)
Čudo (engl. Wonder) američka je filmska drama Stephena Chboskya iz 2017. godine, temeljena na istoimenom romanu R. J. Palacia. Govori o Augustu Pullmanu, dječaku s teškim genetskim poremećajem zbog kojeg od rođenja ima unakaženo lice i glavu te se pokušava uklopiti u svoju novu životnu sredinu. Glavne uloge u filmu, Augustovu obitelj, tumače Julia Roberts, Owen Wilson, Jacob Tremblay i Izabela Vidovic.

## Radnja
August je desetogodišnji dječak koji mora živjeti s teškim genetskim poremećajem zbog kojeg od rođenja ima unakaženo lice i glavu. Nakon 28 operacija zbog kojih nikad nije mogao normalno pohađati školu, s deset godina ga roditelji ipak upisuju u peti razred osnovne škole Beecher. Auggie u školu kreće s puno straha i nevjerice i boji se kako će svakodnevno biti izložen pogledima, zgražanju i komentarima svojih školskih prijatelja. 

## Glumačka postava

### Glavne uloge
- Jacob Tremblay kao August "Auggie" Pullman
- Julia Roberts kao Isabel Pullman
- Owen Wilson kao Nate Pullman
- Izabela Vidovic kao Olivia "Via" Pullman
- Noah Jupe kao Jack Will
- Bryce Gheisar kao Julian Albans
- Elle McKinnon kao Charlotte Cody
- Millie Davis kao Summer Dawson
- Ty Consiglio kao Amos Conti
- Kyle Harrison Breitkopf kao Miles Noury
- James A. Hughes kao Henry Joplin
- Mandy Patinkin kao Gosp. Tushman
- Daveed Diggs kao Gosp. Browne
- Ali Liebert kao Gđa Petosa
- Danielle Rose Russell kao Miranda Navas
- Nadji Jeter kao Justin

### Sporedne uloge
- Nicole Oliver kao Gđica Will
- Rachel Hayward kao Gdica Navas
- Crystal Lowe kao Gđica Albans
- Steve Bacic kao Gosp. Albans
- Erika McKitrick kao Ella
- Lucia Thain kao Savanna Wittenberg
- Sasha Neuhaus kao Maya Markowitz
- Izzy Lieberman kao Reid Kingsley
- Hannah Hoberman kao Rebecca
- William Dickinson kao Eddie (sedmaš koji zlostavlja Auggieja)
- Maccie Margaret Chbosky kao mlada Olivia
- Emma Tremblay kao Michelle
- Lydia Jewett kao Lina Annan
- Armen Bagdasrov kao Danny
- Kaelyn Breitkopf kao Angela
- Victoria V. Cruz kao sudac na znanstvenom sajmu
- Benjamin Ratner kao Gosp. Davenport

## Glazba
Glazbu za film napisao je brazilski skladatelj i pijanist Marcelo Zarvos. Naslovnu pjesma "Čudo" (engl. Wonder), koja je poslužila kao nadahnuće R. J. Palaciu za pisanje romana, izvodi Natalie Merchant, a pojavila se i na nosaču zvuka glazbe iz filma.

## Zarada
Proračun za snimanje filma iznosio je 20 milijuna USD-a. Samo u prvom vikendu, film je prikazan u 3096 kinodvorana u SAD-u i Kanadi te dosegao zaradu od 27,5 milijuna USD-a. Film se u jednom danu najviše puta prikazivao istovremeno u 3519 kinodvorana.
Film je samo u SAD-u i Kanadi ostvario 116,52 milijuna USD-a zarade te 58,4 milijuna USD u ostalim zemljama, među kojima se ističu Brazil (8,84 mil. $ od čega 4,11 mil. $ u prvom vikendu), Australija (7,75 mil. $), Meksiko (2,5 mil. $) i Izrael (2,4 mil. $). Film je sveukupno prikazan u 53 države svijeta.

## Vanjske poveznice
- Čudo u internetskoj bazi filmova IMDb-a